# 에밀리 홈즈
에밀리 홈스(Emily Holmes, 1977년 3월 1일 ~ )는 캐나다의 배우이다.
오타와에서 태어났다.

## 출연 작품
- 바운더리스 (2018년)
- 오두막 (2016년) - 비키 역
- 마이 보이프렌즈 독스 (2014년)
- 조디악-대재앙 (2014년)
- 인디펜던스 데이 : 지구침공 (2013년) - 셀리아 역
- 미이라 : 피라미드의 비밀 (2013년) - 클레어 베켓 역
- 윔피키드 3 (2012년) - 힐러리 힐스 역
- Magic Beyond Words (2011) - 다이앤 역
- 둠스데이 2014 (2010년) - 로라 역
- 새미의 카니보어 (2009년) - 캐시 역
- 안드로메다의 위기 (2008년)
- 야경 (2007년)
- 위커 맨 (2006년)
- 스네이크 온 어 플레인 (2006년) - 애슐리 역
- 레이디스 나잇 (2005년)
- 가족 (2005년) - 케이트 역
- 페이첵 (2003년)
- 노 나잇 이즈 투 롱 (2002년)
- 테이큰 (2002년)
- 씨크릿 오브 조이 (2002년)

### 텔레비전
- 다크 엔젤 (2001-02)
- 데드 존 (2002, The Dead Zone)
- 인투 더 웨스트 (2005, Into the West)